# Sarzeda
Sarzeda – parafia (freguesia)  w gminie Sernancelhe, w Portugalii. Według danych na rok 2011 parafię zamieszkiwało 530 osób, a gęstość zaludnienia wyniosła 25,2 os./km².

## Klimat
Średnia temperatura wynosi 13 °C. Najcieplejszym miesiącem jest sierpień (24 °C), a najzimniejszym styczeń (4 °C). Średnia suma opadów wynosi 1150 milimetrów rocznie. Najbardziej wilgotnym miesiącem jest styczeń (154 milimetrów opadów), a najbardziej suchym jest sierpień (4 milimetrów opadów).